# Marc Verheijen
Marc Verheijen (Wijchen, 7 oktober 1965) is een Nederlandse astronoom en hoogleraar Dynamica, structuur en evolutie van melkwegstelsels aan de Rijksuniversiteit Groningen.

## Opleiding en carrière
Verheijen studeerde sterrenkunde van 1985 tot 1991 in Leiden en promoveerde in 1997 in Groningen op onderzoek naar de Tully–Fisher-relatie en donkere materie in sterrenselsels. Zijn promotoren waren R. Sancisi (Groningen) en R. Brent Tully (University of Hawaï). Van 1997 tot 2000 was Verheijen Jansky Fellow bij het National Radio Astronomy Observatory (Socorro (New Mexico), Verenigde Staten). In 2001 en 2002 was hij McKinney Fellow aan de University of Wisconsin-Madison (VS). Van 2002 tot 2004 was hij in Duitsland postdoc aan het Astrophysikalisches Institut Potsdam (nu: Leibniz-Institut für Astrophysik Potsdam). Sinds 2004 is Verheijen terug aan de Rijksuniversiteit Groningen. Eerst als universitair docent, sinds 2009 als universitair hoofddocent en vanaf 2019 als hoogleraar.

## Onderzoek
Verheijen verzamelt onder andere met behulp van radiotelescopen gegevens over de beweging van gas en sterren in spiraalvormige sterrenstelsels. Hij wil daarmee ontrafelen hoeveel materie en hoeveel donkere materie aanwezig is. Ook onderzoekt hij hoe koud gas in sterrenstelsels de evolutie van sterrenstelsels beïnvloedt.
Een van de instrumenten die Verheijen mede heeft ontwikkeld is Apertif. Dat is een groothoekcamera voor 12 schotels van de Westerbork Synthese Radio Telescoop. Daarnaast is hij betrokken bij de ontwikkeling van het WEAVE-instrument. Dat is een spectrograaf voor de William Herschel-telescoop op La Palma met honderden glasvezels die evenzoveel sterren tegelijk in de gaten houden. Verder houdt Verheijen zich bezig met de voorbereidingen voor de Square Kilometre Array.

## Prijzen en onderscheidingen
- Adjunct faculty aan de National Centre for Radio Astrophysics (2016-2018, Pune, India)
- Vici-beurs (2015-2020)
- NWO-Groot (2006 en 2010)
- McKinney Fellowship Award (2001)
- Jansky Fellowship Award (1997)